# Campethera
Campethera is een geslacht van vogels uit de familie spechten (Picidae). In het Duits heten ze Fleckenspechte.

## Kenmerken
Het zijn zeer kleine tot middelgrote spechten. Het zijn in totaal 12 soorten die allemaal voornamelijk groengeel gekleurd zijn. Verschillen tussen het mannetje en het vrouwtje zijn alleen zichtbaar in de koptekening.

## Leefwijze
Er zijn soorten die voornamelijk op insecten foerageren in de hoogste regionen van het bos, maar ook soorten die lager op de stam of op de bosbodem hun voedsel zoeken. 

## Verspreiding en leefgebied
Ze komen voor in Sub-Saharisch Afrika.  

## Soorten
Het geslacht kent de volgende soorten:
- Campethera abingoni  – Goudstaartspecht
- Campethera bennettii  – Bennetts specht
- Campethera cailliautii  – Kleine groenrugspecht
- Campethera maculosa  – Goudrugspecht
- Campethera mombassica  – Mombassaspecht
- Campethera notata  – Knysnaspecht
- Campethera nubica  – Nubische specht
- Campethera punctuligera  – Stippelspecht
- Campethera scriptoricauda  – Reichenows specht
- Campethera taeniolaema  – Fijnstreepspecht
- Campethera tullbergi  – Tullbergs specht